# Stachanorema tolerans
Stachanorema tolerans är en urinsektsart som beskrevs av Babenko 1994. Stachanorema tolerans ingår i släktet Stachanorema och familjen Isotomidae. Inga underarter finns listade i Catalogue of Life.